# José María de Achá
José María de Achá est un homme d'État bolivien né le 8 juillet 1810 à Cochabamba et mort le 29 janvier 1868 dans la même ville. Il est président de la Bolivie de mai 1861 à décembre 1864.